# Argyra (mitologia)
Na mitologia grega, Argira (/ˈɑːrdʒɪrə/; em grego antigo: Ἀργυρᾶ, romanizado: Argurã, lit. “prateada”) era uma das náiades, uma ninfa que vivia em um poço. Havia uma cidade na antiga Acaia, também chamada Argira, que era o local de uma nascente.

## Mitologia
Segundo a lenda, a ninfa (mitologia) Argira estava apaixonada por um pastor chamado Selemno, a quem ela visitava frequentemente.  Mas, quando ele envelheceu e sua beleza juvenil desapareceu, ela o abandonou. Quando o jovem morreu de tristeza, a deusa Afrodite, por compaixão, o transformou em um rio — o Selemnos. Havia uma crença popular na Acaia de que um amante abandonado que se banhasse nesse rio esqueceria sua dor.